# Volta à Flandres de 2019
A 103.ª edição da clássica ciclista Volta à Flandres (nome oficial em neerlandês e francês: Ronde van Vlaanderen / Tour des Flandres) foi uma corrida na Bélgica que se celebrou a 7 de abril de 2019 com início na cidade de Antuérpia e final na cidade de Oudenaarde sobre um percurso de 270 quilómetros.
A carreira fez parte do UCI World Tour de 2019, calendário ciclístico de máximo nível mundial, sendo a décima quarta carreira de dito circuito. O vencedor foi o italiano Alberto Bettiol da EF Education First seguido do dinamarquês Kasper Asgreen da Deceuninck-Quick Step e o noruego Alexander Kristoff da UAE Emirates.

## Percorrido
O Tour de Flandres dispôs de um percurso total de 270 quilómetros com 17 muros, alguns deles com zonas adoquinadas onde se destaca o muro do Taaienberg, Paterberg, Oude Kwaremont, e 5 trechos planos de pavé, com saída na cidade de Antuérpia e chegada na cidade de Oudenaarde, no entanto, mantendo o seu mesmo percurso, esta carreira faz parte do calendário de clássicas de pavé.
| Muros  |                  |       |         |                 |                    |                     |
| Número | Nome             | km    | Tipo    | Comprimento (m) | Pendente média (%) | Pendente máxima (%) |
| ------ | ---------------- | ----- | ------- | --------------- | ------------------ | ------------------- |
| 1      | Oude Kwaremont   | 119,5 | pavé    | 2200            | 4%                 | 11,6%               |
| 2      | Kortekeer        | 130   | asfalto | 1000            | 6,4%               | 17,1%               |
| 3      | Ladeuze          | 136,2 | asfalto | 1100            | 5,8%               | 12,2%               |
| 4      | Wolvenberg       | 139,9 | asfalto | 645             | 7.9%               | 17.3%               |
| 5      | Leberg           | 148,7 | asfalto | 950             | 4,2%               | 13,8%               |
| 6      | Berendries       | 152,7 | asfalto | 940             | 7%                 | 12,3%               |
| 7      | Tenbosse         | 160,3 | asfalto | 450             | 6,9%               | 8,7%                |
| 8      | Kapelmuur        | 170,6 | pavé    | 475             | 9,3%               | 19,8%               |
| 9      | Kanarieberg      | 198,2 | asfalto | 1000            | 7,7%               | 14%                 |
| 10     | Oude Kwaremont   | 214,1 | pavé    | 2200            | 4%                 | 11,6%               |
| 11     | Paterberg        | 217,5 | pavé    | 360             | 12,9%              | 20,3%               |
| 12     | Koppenberg       | 224,2 | pavé    | 600             | 11,6%              | 22%                 |
| 13     | Steenbeekdries   | 229,6 | pavé    | 700             | 5,3%               | 6,7%                |
| 14     | Taaienberg       | 232   | pavé    | 530             | 6,6%               | 15,8%               |
| 15     | Kruisberg-Hotond | 243,3 | pavé    | 2500            | 5%                 | 9%                  |
| 16     | Oude Kwaremont   | 253,2 | pavé    | 2200            | 4%                 | 11,6%               |
| 18     | Paterberg        | 256,6 | pavé    | 360             | 12,9%              | 20,3%               |

| Trechos de pavé |                  |       |                 |
| Número          | Nome             | km    | Comprimento (m) |
| --------------- | ---------------- | ----- | --------------- |
| 1               | Lippenhovestraat | 87,3  | 1300            |
| 2               | Paddestraat      | 88,4  | 1500            |
| 3               | Holleweg         | 140   | 1500            |
| 4               | Haaghoek         | 145,7 | 2000            |
| 5               | Mariaborrestraat | 228,2 | 2000            |

## Equipas participantes
Tomaram parte na carreira 25 equipas: 17 de categoria UCI World Team; e 8 de categoria Profissional Continental. Formando assim um pelotão de 175 ciclistas dos que acabaram 125. As equipas participantes foram:
| Equipes WorldTeam (18)- AG2R La Mondiale - Astana - Bahrain-Merida - Bora-hansgrohe - CCC Team - Deceuninck-Quick Step - Dimension Data - EF Education First - Groupama-FDJ - Team Jumbo-Visma - Lotto Soudal - Mitchelton-Scott - Movistar Team - Katusha-Alpecin - Sky - Team Sunweb - Trek-Segafredo - UAE Team Emirates Equipes profissionais Continentais (7)- Direct Énergie - Cofidis, Solutions Crédits - Corendon-Circus - Wanty-Groupe Gobert - Roompot-Charles - Vital Concept-B&B Hotels - Sport Vlaanderen-Baloise |
| |

## Classificações finais
- As classificações finalizaram da seguinte forma:[5]

### Classificação geral
| \| Classificação geral \| Classificação geral \| Classificação geral \| Classificação geral \| Classificação geral \| \| Ciclista \| Ciclista \| Equipe \| Tempo \| \| \| ------------------- \| -------------------- \| ------------------------ \| ------------------- \| ------------------- \| \| 1. \| Alberto Bettiol \| EF Education First \| 6h18m49s \| \| \| 2. \| Kasper Asgreen \| Deceuninck-Quick Step \| + 14s \| \| \| 3. \| Alexander Kristoff \| UAE Team Emirates \| + 17s \| \| \| 4. \| Mathieu van der Poel \| Corendon-Circus \| + 17s \| \| \| 5. \| Nils Politt \| Katusha-Alpecin \| + 17s \| \| \| 6. \| Michael Matthews \| Team Sunweb \| + 17s \| \| \| 7. \| Oliver Naesen \| AG2R La Mondiale \| + 17s \| \| \| 8. \| Alejandro Valverde \| Movistar Team \| + 17s \| \| \| 9. \| Tiesj Benoot \| Lotto-Soudal \| + 17s \| \| \| 10. \| Greg Van Avermaet \| CCC Team \| + 17s \| \| \| 11. \| Peter Sagan \| Bora-Hansgrohe \| + 17s \| \| \| 12. \| Jens Keukeleire \| Lotto-Soudal \| + 17s \| \| \| 13. \| Dries Van Gestel \| Sport Vlaanderen-Baloise \| + 17s \| \| \| 14. \| Wout van Aert \| Team Jumbo-Visma \| + 17s \| \| \| 15. \| Sebastian Langeveld \| EF Education First \| + 17s \| \| \| 16. \| Bob Jungels \| Deceuninck-Quick Step \| + 17s \| \| \| 17. \| Yves Lampaert \| Deceuninck-Quick Step \| + 17s \| \| \| 18. \| Dylan van Baarle \| Team Sky \| + 24s \| \| \| 19. \| Jasper Stuyven \| Trek-Segafredo \| + 1m19s \| \| \| 20. \| Stijn Vandenbergh \| AG2R La Mondiale \| + 1m58s \| \| |                      |                          |          |
| |                      |                          |          |
| Fonte: ProCyclingStats |                      |                          |          |
| Classificação geral |                      |                          |          |
| Ciclista | Ciclista             | Equipe                   | Tempo    |
| 1. | Alberto Bettiol      | EF Education First       | 6h18m49s |
| 2. | Kasper Asgreen       | Deceuninck-Quick Step    | + 14s    |
| 3. | Alexander Kristoff   | UAE Team Emirates        | + 17s    |
| 4. | Mathieu van der Poel | Corendon-Circus          | + 17s    |
| 5. | Nils Politt          | Katusha-Alpecin          | + 17s    |
| 6. | Michael Matthews     | Team Sunweb              | + 17s    |
| 7. | Oliver Naesen        | AG2R La Mondiale         | + 17s    |
| 8. | Alejandro Valverde   | Movistar Team            | + 17s    |
| 9. | Tiesj Benoot         | Lotto-Soudal             | + 17s    |
| 10. | Greg Van Avermaet    | CCC Team                 | + 17s    |
| 11. | Peter Sagan          | Bora-Hansgrohe           | + 17s    |
| 12. | Jens Keukeleire      | Lotto-Soudal             | + 17s    |
| 13. | Dries Van Gestel     | Sport Vlaanderen-Baloise | + 17s    |
| 14. | Wout van Aert        | Team Jumbo-Visma         | + 17s    |
| 15. | Sebastian Langeveld  | EF Education First       | + 17s    |
| 16. | Bob Jungels          | Deceuninck-Quick Step    | + 17s    |
| 17. | Yves Lampaert        | Deceuninck-Quick Step    | + 17s    |
| 18. | Dylan van Baarle     | Team Sky                 | + 24s    |
| 19. | Jasper Stuyven       | Trek-Segafredo           | + 1m19s  |
| 20. | Stijn Vandenbergh    | AG2R La Mondiale         | + 1m58s  |

## Ciclistas participantes e posições finais
| Direct Énergie TDE | Direct Énergie TDE     | Direct Énergie TDE |
| ------------------ | ---------------------- | ------------------ |
| Num                | Ciclista               | Pos                |
| 1                  | Niki Terpstra (NED)    | DNF                |
| 2                  | Lilian Calmejane (FRA) | 40.                |
| 3                  | Anthony Turgis (FRA)   | 97.                |
| 4                  | Damien Gaudin (FRA)    | 23.                |
| 5                  | Pim Ligthart (NED)     | DNF                |
| 6                  | Alexandre Pichot (FRA) | 89.                |
| 7                  | Adrien Petit (FRA)     | 26.                |

| Movistar Team MOV | Movistar Team MOV                  | Movistar Team MOV |
| ----------------- | ---------------------------------- | ----------------- |
| Num               | Ciclista                           | Pos               |
| 11                | Alejandro Valverde (ESP) (estrada) | 8.                |
| 12                | Imanol Erviti (ESP)                | 43.               |
| 13                | Lluís Mas (ESP)                    | 123.              |
| 14                | Nelson Oliveira (POR)              | 45.               |
| 15                | Jürgen Roelandts (BEL)             | 68.               |
| 16                | Jasha Sütterlin (GER)              | 22.               |
| 17                | Jaime Castrillo (ESP)              | 90.               |

| Deceuninck-Quick Step DQT | Deceuninck-Quick Step DQT     | Deceuninck-Quick Step DQT |
| ------------------------- | ----------------------------- | ------------------------- |
| Num                       | Ciclista                      | Pos                       |
| 21                        | Yves Lampaert (BEL) (estrada) | 17.                       |
| 22                        | Philippe Gilbert (BEL)        | DNF                       |
| 23                        | Bob Jungels (LUX) (estrada)   | 16.                       |
| 24                        | Iljo Keisse (BEL)             | 105.                      |
| 25                        | Tim Declercq (BEL)            | 113.                      |
| 26                        | Kasper Asgreen (DEN)          | 2.                        |
| 27                        | Zdeněk Štybar (CZE)           | 36.                       |

| Lotto-Soudal LTS | Lotto-Soudal LTS        | Lotto-Soudal LTS |
| ---------------- | ----------------------- | ---------------- |
| Num              | Ciclista                | Pos              |
| 31               | Tiesj Benoot (BEL)      | 9.               |
| 32               | Frederik Frison (BEL)   | DNF              |
| 33               | Jens Keukeleire (BEL)   | 12.              |
| 34               | Nikolas Maes (BEL)      | DNF              |
| 35               | Lawrence Naesen (BEL)   | DNF              |
| 36               | Brian van Goethem (NED) | DNF              |
| 37               | Tim Wellens (BEL)       | 34.              |

| Bora-Hansgrohe BOH | Bora-Hansgrohe BOH                | Bora-Hansgrohe BOH |
| ------------------ | --------------------------------- | ------------------ |
| Num                | Ciclista                          | Pos                |
| 41                 | Peter Sagan (SVK) (estrada)       | 11.                |
| 42                 | Marcus Burghardt (GER)            | 84.                |
| 43                 | Andreas Schillinger (GER)         | DNF                |
| 44                 | Juraj Sagan (SVK)                 | 115.               |
| 45                 | Daniel Oss (ITA)                  | 49.                |
| 46                 | Lukas Pöstlberger (AUT) (estrada) | 74.                |
| 47                 | Maciej Bodnar (POL)               | 124.               |

| AG2R La Mondiale ALM | AG2R La Mondiale ALM               | AG2R La Mondiale ALM |
| -------------------- | ---------------------------------- | -------------------- |
| Num                  | Ciclista                           | Pos                  |
| 51                   | Oliver Naesen (BEL)                | 7.                   |
| 52                   | Nico Denz (GER)                    | 122.                 |
| 53                   | Silvan Dillier (SUI)               | 54.                  |
| 54                   | Julien Duval (FRA)                 | DNF                  |
| 55                   | Stijn Vandenbergh (BEL)            | 20.                  |
| 56                   | Gediminas Bagdonas (LTU) (estrada) | DNF                  |
| 57                   | Dorian Godon (FRA)                 | 86.                  |

| CCC Team CPT | CCC Team CPT                   | CCC Team CPT |
| ------------ | ------------------------------ | ------------ |
| Num          | Ciclista                       | Pos          |
| 61           | Greg Van Avermaet (BEL)        | 10.          |
| 62           | Michael Schär (SUI)            | 66.          |
| 63           | Gijs Van Hoecke (BEL)          | 119.         |
| 64           | Nathan Van Hooydonck (BEL)     | 61.          |
| 65           | Guillaume Van Keirsbulck (BEL) | 73.          |
| 66           | Kamil Gradek (POL)             | DNF          |
| 67           | Łukasz Wiśniowski (POL)        | 71.          |

| EF Education First EF1 | EF Education First EF1    | EF Education First EF1 |
| ---------------------- | ------------------------- | ---------------------- |
| Num                    | Ciclista                  | Pos                    |
| 71                     | Sep Vanmarcke (BEL)       | 25.                    |
| 72                     | Matti Breschel (DEN)      | 80.                    |
| 73                     | Sebastian Langeveld (NED) | 15.                    |
| 74                     | Sacha Modolo (ITA)        | DNF                    |
| 75                     | Taylor Phinney (USA)      | DNF                    |
| 76                     | Tom Scully (NZL)          | 50.                    |
| 77                     | Alberto Bettiol (ITA)     | 1.                     |

| Mitchelton-Scott MTS | Mitchelton-Scott MTS           | Mitchelton-Scott MTS |
| -------------------- | ------------------------------ | -------------------- |
| Num                  | Ciclista                       | Pos                  |
| 81                   | Matteo Trentin (ITA) (estrada) | 21.                  |
| 82                   | Edoardo Affini (ITA)           | DNF                  |
| 83                   | Robert Stannard (AUS)          | DNF                  |
| 84                   | Michael Hepburn (AUS)          | DNF                  |
| 85                   | Christopher Juul-Jensen (DEN)  | 96.                  |
| 86                   | Luka Mezgec (SLO)              | 95.                  |
| 87                   | Jack Bauer (NZL)               | 75.                  |

| Astana AST | Astana AST               | Astana AST |
| ---------- | ------------------------ | ---------- |
| Num        | Ciclista                 | Pos        |
| 91         | Davide Ballerini (ITA)   | DNF        |
| 92         | Zhandos Bizhigitov (KAZ) | DNF        |
| 93         | Laurens De Vreese (BEL)  | 72.        |
| 94         | Yevgeniy Gidich (KAZ)    | DNF        |
| 95         | Daniil Fominykh (KAZ)    | 94.        |
| 96         | Hugo Houle (CAN)         | 85.        |
| 97         | Magnus Cort (DEN)        | 108.       |

| Bahrain-Merida TBM | Bahrain-Merida TBM        | Bahrain-Merida TBM |
| ------------------ | ------------------------- | ------------------ |
| Num                | Ciclista                  | Pos                |
| 101                | Heinrich Haussler (AUS)   | 33.                |
| 102                | Iván García Cortina (ESP) | 24.                |
| 103                | Kristjan Koren (SLO)      | 47.                |
| 104                | Matej Mohorič (SLO)       | 41.                |
| 105                | Sonny Colbrelli (ITA)     | 30.                |
| 106                | Marcel Sieberg (GER)      | 63.                |
| 107                | Jan Tratnik (SLO)         | 87.                |

| Groupama-FDJ GFC | Groupama-FDJ GFC                 | Groupama-FDJ GFC |
| ---------------- | -------------------------------- | ---------------- |
| Num              | Ciclista                         | Pos              |
| 111              | Arnaud Démare (FRA)              | 28.              |
| 112              | Antoine Duchesne (CAN) (estrada) | 100.             |
| 113              | Jacopo Guarnieri (ITA)           | DNF              |
| 114              | Ignatas Konovalovas (LTU)        | DNF              |
| 115              | Stefan Küng (SUI)                | 44.              |
| 116              | Olivier Le Gac (FRA)             | 64.              |
| 117              | Ramon Sinkeldam (NED)            | 114.             |

| Dimension Data TDD | Dimension Data TDD                | Dimension Data TDD |
| ------------------ | --------------------------------- | ------------------ |
| Num                | Ciclista                          | Pos                |
| 121                | Edvald Boasson Hagen (NOR)        | 32.                |
| 122                | Lars Bak (DEN)                    | 125.               |
| 123                | Bernhard Eisel (AUT)              | 117.               |
| 124                | Michael Valgren (DEN)             | 102.               |
| 125                | Reinardt Janse van Rensburg (RSA) | 55.                |
| 126                | Jay Thomson (RSA)                 | DNF                |
| 127                | Julien Vermote (BEL)              | 52.                |

| Team Jumbo-Visma TJV | Team Jumbo-Visma TJV        | Team Jumbo-Visma TJV |
| -------------------- | --------------------------- | -------------------- |
| Num                  | Ciclista                    | Pos                  |
| 131                  | Wout van Aert (BEL)         | 14.                  |
| 132                  | Amund Grøndahl Jansen (NOR) | 99.                  |
| 133                  | Mike Teunissen (NED)        | 31.                  |
| 134                  | Pascal Eenkhoorn (NED)      | 62.                  |
| 135                  | Taco van der Hoorn (NED)    | 59.                  |
| 136                  | Danny van Poppel (NED)      | DNF                  |
| 137                  | Maarten Wynants (BEL)       | 103.                 |

| Katusha-Alpecin TKA | Katusha-Alpecin TKA        | Katusha-Alpecin TKA |
| ------------------- | -------------------------- | ------------------- |
| Num                 | Ciclista                   | Pos                 |
| 141                 | Jens Debusschere (BEL)     | 35.                 |
| 142                 | Jenthe Biermans (BEL)      | DNF                 |
| 143                 | Marco Haller (AUT)         | 53.                 |
| 144                 | Reto Hollenstein (SUI)     | 82.                 |
| 145                 | Viacheslav Kuznetsov (RUS) | 79.                 |
| 146                 | Nils Politt (GER)          | 5.                  |
| 147                 | Rick Zabel (GER)           | DNF                 |

| Team Sky SKY | Team Sky SKY           | Team Sky SKY |
| ------------ | ---------------------- | ------------ |
| Num          | Ciclista               | Pos          |
| 151          | Gianni Moscon (ITA)    | 42.          |
| 152          | Owain Doull (GBR)      | 83.          |
| 153          | Christian Knees (GER)  | 48.          |
| 154          | Filippo Ganna (ITA)    | 98.          |
| 155          | Luke Rowe (GBR)        | 27.          |
| 156          | Ian Stannard (GBR)     | 76.          |
| 157          | Dylan van Baarle (NED) | 18.          |

| Team Sunweb SUN | Team Sunweb SUN              | Team Sunweb SUN |
| --------------- | ---------------------------- | --------------- |
| Num             | Ciclista                     | Pos             |
| 161             | Michael Matthews (AUS)       | 6.              |
| 162             | Roy Curvers (NED)            | 107.            |
| 163             | Nikias Arndt (GER)           | DNF             |
| 164             | Asbjørn Kragh Andersen (DEN) | DNF             |
| 165             | Søren Kragh Andersen (DEN)   | DNF             |
| 166             | Casper Pedersen (DEN)        | 112.            |
| 167             | Cees Bol (NED)               | DNF             |

| Trek-Segafredo TFS | Trek-Segafredo TFS   | Trek-Segafredo TFS |
| ------------------ | -------------------- | ------------------ |
| Num                | Ciclista             | Pos                |
| 171                | Jasper Stuyven (BEL) | 19.                |
| 172                | John Degenkolb (GER) | 29.                |
| 173                | Alex Kirsch (LUX)    | 120.               |
| 174                | Kiel Reijnen (USA)   | DNF                |
| 175                | Mads Pedersen (DEN)  | DNF                |
| 176                | Koen de Kort (NED)   | 101.               |
| 177                | Edward Theuns (BEL)  | 57.                |

| UAE Team Emirates UAD | UAE Team Emirates UAD                | UAE Team Emirates UAD |
| --------------------- | ------------------------------------ | --------------------- |
| Num                   | Ciclista                             | Pos                   |
| 181                   | Alexander Kristoff (NOR)             | 3.                    |
| 182                   | Fernando Gaviria (COL)               | 78.                   |
| 183                   | Jasper Philipsen (BEL)               | DNF                   |
| 184                   | Vegard Stake Laengen (NOR) (estrada) | 121.                  |
| 185                   | Marco Marcato (ITA)                  | 104.                  |
| 186                   | Sven Erik Bystrøm (NOR)              | 38.                   |
| 187                   | Oliviero Troia (ITA)                 | DNF                   |

| Cofidis, Solutions Crédits COF | Cofidis, Solutions Crédits COF | Cofidis, Solutions Crédits COF |
| ------------------------------ | ------------------------------ | ------------------------------ |
| Num                            | Ciclista                       | Pos                            |
| 191                            | Filippo Fortin (ITA)           | DNF                            |
| 192                            | Christophe Laporte (FRA)       | DNF                            |
| 193                            | Cyril Lemoine (FRA)            | 92.                            |
| 194                            | Damien Touzé (FRA)             | 106.                           |
| 195                            | Bert Van Lerberghe (BEL)       | 111.                           |
| 196                            | Kenneth Vanbilsen (BEL)        | DNF                            |
| 197                            | Zico Waeytens (BEL)            | DNF                            |

| Corendon-Circus COC | Corendon-Circus COC                  | Corendon-Circus COC |
| ------------------- | ------------------------------------ | ------------------- |
| Num                 | Ciclista                             | Pos                 |
| 201                 | Mathieu van der Poel (NED) (estrada) | 4.                  |
| 202                 | Stijn Devolder (BEL)                 | 51.                 |
| 203                 | Lasse Norman Hansen (DEN)            | DNF                 |
| 204                 | Roy Jans (BEL)                       | DNF                 |
| 205                 | Gianni Vermeersch (BEL)              | 69.                 |
| 206                 | Dries De Bondt (BEL)                 | DNF                 |
| 207                 | Otto Vergaerde (BEL)                 | 91.                 |

| Roompot-Charles ROC | Roompot-Charles ROC       | Roompot-Charles ROC |
| ------------------- | ------------------------- | ------------------- |
| Num                 | Ciclista                  | Pos                 |
| 211                 | Lars Boom (NED)           | DNF                 |
| 212                 | Jesper Asselman (NED)     | DNF                 |
| 213                 | Stijn Steels (BEL)        | 110.                |
| 214                 | Sjoerd van Ginneken (NED) | DNF                 |
| 215                 | Boy van Poppel (NED)      | 56.                 |
| 216                 | Senne Leysen (BEL)        | 93.                 |
| 217                 | Pieter Weening (NED)      | 46.                 |

| Sport Vlaanderen-Baloise SVB | Sport Vlaanderen-Baloise SVB | Sport Vlaanderen-Baloise SVB |
| ---------------------------- | ---------------------------- | ---------------------------- |
| Num                          | Ciclista                     | Pos                          |
| 221                          | Piet Allegaert (BEL)         | 60.                          |
| 222                          | Thomas Sprengers (BEL)       | 67.                          |
| 223                          | Benjamin Declercq (BEL)      | 109.                         |
| 224                          | Dries Van Gestel (BEL)       | 13.                          |
| 225                          | Edward Planckaert (BEL)      | 118.                         |
| 226                          | Kenneth Van Rooy (BEL)       | DNF                          |
| 227                          | Jordi Warlop (BEL)           | 116.                         |

| Vital Concept-B&B Hotels VCB | Vital Concept-B&B Hotels VCB | Vital Concept-B&B Hotels VCB |
| ---------------------------- | ---------------------------- | ---------------------------- |
| Num                          | Ciclista                     | Pos                          |
| 231                          | Kris Boeckmans (BEL)         | DNF                          |
| 232                          | Bert De Backer (BEL)         | 70.                          |
| 233                          | Adrien Garel (FRA)           | DNF                          |
| 234                          | Julien Morice (FRA)          | DNF                          |
| 235                          | Jérémy Lecroq (FRA)          | DNF                          |
| 236                          | Jimmy Turgis (FRA)           | 81.                          |
| 237                          | Jonas Van Genechten (BEL)    | 88.                          |

| Wanty-Gobert WGG | Wanty-Gobert WGG        | Wanty-Gobert WGG |
| ---------------- | ----------------------- | ---------------- |
| Num              | Ciclista                | Pos              |
| 241              | Frederik Backaert (BEL) | 65.              |
| 242              | Aimé De Gendt (BEL)     | 37.              |
| 243              | Tom Devriendt (BEL)     | DNF              |
| 244              | Andrea Pasqualon (ITA)  | 58.              |
| 245              | Xandro Meurisse (BEL)   | 77.              |
| 246              | Ludwig De Winter (BEL)  | DNF              |
| 247              | Loïc Vliegen (BEL)      | 39.              |

| Direct Énergie TDE | Direct Énergie TDE     | Direct Énergie TDE |
| ------------------ | ---------------------- | ------------------ |
| Num                | Ciclista               | Pos                |
| 1                  | Niki Terpstra (NED)    | DNF                |
| 2                  | Lilian Calmejane (FRA) | 40.                |
| 3                  | Anthony Turgis (FRA)   | 97.                |
| 4                  | Damien Gaudin (FRA)    | 23.                |
| 5                  | Pim Ligthart (NED)     | DNF                |
| 6                  | Alexandre Pichot (FRA) | 89.                |
| 7                  | Adrien Petit (FRA)     | 26.                |

| Movistar Team MOV | Movistar Team MOV                  | Movistar Team MOV |
| ----------------- | ---------------------------------- | ----------------- |
| Num               | Ciclista                           | Pos               |
| 11                | Alejandro Valverde (ESP) (estrada) | 8.                |
| 12                | Imanol Erviti (ESP)                | 43.               |
| 13                | Lluís Mas (ESP)                    | 123.              |
| 14                | Nelson Oliveira (POR)              | 45.               |
| 15                | Jürgen Roelandts (BEL)             | 68.               |
| 16                | Jasha Sütterlin (GER)              | 22.               |
| 17                | Jaime Castrillo (ESP)              | 90.               |

| Deceuninck-Quick Step DQT | Deceuninck-Quick Step DQT     | Deceuninck-Quick Step DQT |
| ------------------------- | ----------------------------- | ------------------------- |
| Num                       | Ciclista                      | Pos                       |
| 21                        | Yves Lampaert (BEL) (estrada) | 17.                       |
| 22                        | Philippe Gilbert (BEL)        | DNF                       |
| 23                        | Bob Jungels (LUX) (estrada)   | 16.                       |
| 24                        | Iljo Keisse (BEL)             | 105.                      |
| 25                        | Tim Declercq (BEL)            | 113.                      |
| 26                        | Kasper Asgreen (DEN)          | 2.                        |
| 27                        | Zdeněk Štybar (CZE)           | 36.                       |

| Lotto-Soudal LTS | Lotto-Soudal LTS        | Lotto-Soudal LTS |
| ---------------- | ----------------------- | ---------------- |
| Num              | Ciclista                | Pos              |
| 31               | Tiesj Benoot (BEL)      | 9.               |
| 32               | Frederik Frison (BEL)   | DNF              |
| 33               | Jens Keukeleire (BEL)   | 12.              |
| 34               | Nikolas Maes (BEL)      | DNF              |
| 35               | Lawrence Naesen (BEL)   | DNF              |
| 36               | Brian van Goethem (NED) | DNF              |
| 37               | Tim Wellens (BEL)       | 34.              |

| Bora-Hansgrohe BOH | Bora-Hansgrohe BOH                | Bora-Hansgrohe BOH |
| ------------------ | --------------------------------- | ------------------ |
| Num                | Ciclista                          | Pos                |
| 41                 | Peter Sagan (SVK) (estrada)       | 11.                |
| 42                 | Marcus Burghardt (GER)            | 84.                |
| 43                 | Andreas Schillinger (GER)         | DNF                |
| 44                 | Juraj Sagan (SVK)                 | 115.               |
| 45                 | Daniel Oss (ITA)                  | 49.                |
| 46                 | Lukas Pöstlberger (AUT) (estrada) | 74.                |
| 47                 | Maciej Bodnar (POL)               | 124.               |

| AG2R La Mondiale ALM | AG2R La Mondiale ALM               | AG2R La Mondiale ALM |
| -------------------- | ---------------------------------- | -------------------- |
| Num                  | Ciclista                           | Pos                  |
| 51                   | Oliver Naesen (BEL)                | 7.                   |
| 52                   | Nico Denz (GER)                    | 122.                 |
| 53                   | Silvan Dillier (SUI)               | 54.                  |
| 54                   | Julien Duval (FRA)                 | DNF                  |
| 55                   | Stijn Vandenbergh (BEL)            | 20.                  |
| 56                   | Gediminas Bagdonas (LTU) (estrada) | DNF                  |
| 57                   | Dorian Godon (FRA)                 | 86.                  |

| CCC Team CPT | CCC Team CPT                   | CCC Team CPT |
| ------------ | ------------------------------ | ------------ |
| Num          | Ciclista                       | Pos          |
| 61           | Greg Van Avermaet (BEL)        | 10.          |
| 62           | Michael Schär (SUI)            | 66.          |
| 63           | Gijs Van Hoecke (BEL)          | 119.         |
| 64           | Nathan Van Hooydonck (BEL)     | 61.          |
| 65           | Guillaume Van Keirsbulck (BEL) | 73.          |
| 66           | Kamil Gradek (POL)             | DNF          |
| 67           | Łukasz Wiśniowski (POL)        | 71.          |

| EF Education First EF1 | EF Education First EF1    | EF Education First EF1 |
| ---------------------- | ------------------------- | ---------------------- |
| Num                    | Ciclista                  | Pos                    |
| 71                     | Sep Vanmarcke (BEL)       | 25.                    |
| 72                     | Matti Breschel (DEN)      | 80.                    |
| 73                     | Sebastian Langeveld (NED) | 15.                    |
| 74                     | Sacha Modolo (ITA)        | DNF                    |
| 75                     | Taylor Phinney (USA)      | DNF                    |
| 76                     | Tom Scully (NZL)          | 50.                    |
| 77                     | Alberto Bettiol (ITA)     | 1.                     |

| Mitchelton-Scott MTS | Mitchelton-Scott MTS           | Mitchelton-Scott MTS |
| -------------------- | ------------------------------ | -------------------- |
| Num                  | Ciclista                       | Pos                  |
| 81                   | Matteo Trentin (ITA) (estrada) | 21.                  |
| 82                   | Edoardo Affini (ITA)           | DNF                  |
| 83                   | Robert Stannard (AUS)          | DNF                  |
| 84                   | Michael Hepburn (AUS)          | DNF                  |
| 85                   | Christopher Juul-Jensen (DEN)  | 96.                  |
| 86                   | Luka Mezgec (SLO)              | 95.                  |
| 87                   | Jack Bauer (NZL)               | 75.                  |

| Astana AST | Astana AST               | Astana AST |
| ---------- | ------------------------ | ---------- |
| Num        | Ciclista                 | Pos        |
| 91         | Davide Ballerini (ITA)   | DNF        |
| 92         | Zhandos Bizhigitov (KAZ) | DNF        |
| 93         | Laurens De Vreese (BEL)  | 72.        |
| 94         | Yevgeniy Gidich (KAZ)    | DNF        |
| 95         | Daniil Fominykh (KAZ)    | 94.        |
| 96         | Hugo Houle (CAN)         | 85.        |
| 97         | Magnus Cort (DEN)        | 108.       |

| Bahrain-Merida TBM | Bahrain-Merida TBM        | Bahrain-Merida TBM |
| ------------------ | ------------------------- | ------------------ |
| Num                | Ciclista                  | Pos                |
| 101                | Heinrich Haussler (AUS)   | 33.                |
| 102                | Iván García Cortina (ESP) | 24.                |
| 103                | Kristjan Koren (SLO)      | 47.                |
| 104                | Matej Mohorič (SLO)       | 41.                |
| 105                | Sonny Colbrelli (ITA)     | 30.                |
| 106                | Marcel Sieberg (GER)      | 63.                |
| 107                | Jan Tratnik (SLO)         | 87.                |

| Groupama-FDJ GFC | Groupama-FDJ GFC                 | Groupama-FDJ GFC |
| ---------------- | -------------------------------- | ---------------- |
| Num              | Ciclista                         | Pos              |
| 111              | Arnaud Démare (FRA)              | 28.              |
| 112              | Antoine Duchesne (CAN) (estrada) | 100.             |
| 113              | Jacopo Guarnieri (ITA)           | DNF              |
| 114              | Ignatas Konovalovas (LTU)        | DNF              |
| 115              | Stefan Küng (SUI)                | 44.              |
| 116              | Olivier Le Gac (FRA)             | 64.              |
| 117              | Ramon Sinkeldam (NED)            | 114.             |

| Dimension Data TDD | Dimension Data TDD                | Dimension Data TDD |
| ------------------ | --------------------------------- | ------------------ |
| Num                | Ciclista                          | Pos                |
| 121                | Edvald Boasson Hagen (NOR)        | 32.                |
| 122                | Lars Bak (DEN)                    | 125.               |
| 123                | Bernhard Eisel (AUT)              | 117.               |
| 124                | Michael Valgren (DEN)             | 102.               |
| 125                | Reinardt Janse van Rensburg (RSA) | 55.                |
| 126                | Jay Thomson (RSA)                 | DNF                |
| 127                | Julien Vermote (BEL)              | 52.                |

| Team Jumbo-Visma TJV | Team Jumbo-Visma TJV        | Team Jumbo-Visma TJV |
| -------------------- | --------------------------- | -------------------- |
| Num                  | Ciclista                    | Pos                  |
| 131                  | Wout van Aert (BEL)         | 14.                  |
| 132                  | Amund Grøndahl Jansen (NOR) | 99.                  |
| 133                  | Mike Teunissen (NED)        | 31.                  |
| 134                  | Pascal Eenkhoorn (NED)      | 62.                  |
| 135                  | Taco van der Hoorn (NED)    | 59.                  |
| 136                  | Danny van Poppel (NED)      | DNF                  |
| 137                  | Maarten Wynants (BEL)       | 103.                 |

| Katusha-Alpecin TKA | Katusha-Alpecin TKA        | Katusha-Alpecin TKA |
| ------------------- | -------------------------- | ------------------- |
| Num                 | Ciclista                   | Pos                 |
| 141                 | Jens Debusschere (BEL)     | 35.                 |
| 142                 | Jenthe Biermans (BEL)      | DNF                 |
| 143                 | Marco Haller (AUT)         | 53.                 |
| 144                 | Reto Hollenstein (SUI)     | 82.                 |
| 145                 | Viacheslav Kuznetsov (RUS) | 79.                 |
| 146                 | Nils Politt (GER)          | 5.                  |
| 147                 | Rick Zabel (GER)           | DNF                 |

| Team Sky SKY | Team Sky SKY           | Team Sky SKY |
| ------------ | ---------------------- | ------------ |
| Num          | Ciclista               | Pos          |
| 151          | Gianni Moscon (ITA)    | 42.          |
| 152          | Owain Doull (GBR)      | 83.          |
| 153          | Christian Knees (GER)  | 48.          |
| 154          | Filippo Ganna (ITA)    | 98.          |
| 155          | Luke Rowe (GBR)        | 27.          |
| 156          | Ian Stannard (GBR)     | 76.          |
| 157          | Dylan van Baarle (NED) | 18.          |

| Team Sunweb SUN | Team Sunweb SUN              | Team Sunweb SUN |
| --------------- | ---------------------------- | --------------- |
| Num             | Ciclista                     | Pos             |
| 161             | Michael Matthews (AUS)       | 6.              |
| 162             | Roy Curvers (NED)            | 107.            |
| 163             | Nikias Arndt (GER)           | DNF             |
| 164             | Asbjørn Kragh Andersen (DEN) | DNF             |
| 165             | Søren Kragh Andersen (DEN)   | DNF             |
| 166             | Casper Pedersen (DEN)        | 112.            |
| 167             | Cees Bol (NED)               | DNF             |

| Trek-Segafredo TFS | Trek-Segafredo TFS   | Trek-Segafredo TFS |
| ------------------ | -------------------- | ------------------ |
| Num                | Ciclista             | Pos                |
| 171                | Jasper Stuyven (BEL) | 19.                |
| 172                | John Degenkolb (GER) | 29.                |
| 173                | Alex Kirsch (LUX)    | 120.               |
| 174                | Kiel Reijnen (USA)   | DNF                |
| 175                | Mads Pedersen (DEN)  | DNF                |
| 176                | Koen de Kort (NED)   | 101.               |
| 177                | Edward Theuns (BEL)  | 57.                |

| UAE Team Emirates UAD | UAE Team Emirates UAD                | UAE Team Emirates UAD |
| --------------------- | ------------------------------------ | --------------------- |
| Num                   | Ciclista                             | Pos                   |
| 181                   | Alexander Kristoff (NOR)             | 3.                    |
| 182                   | Fernando Gaviria (COL)               | 78.                   |
| 183                   | Jasper Philipsen (BEL)               | DNF                   |
| 184                   | Vegard Stake Laengen (NOR) (estrada) | 121.                  |
| 185                   | Marco Marcato (ITA)                  | 104.                  |
| 186                   | Sven Erik Bystrøm (NOR)              | 38.                   |
| 187                   | Oliviero Troia (ITA)                 | DNF                   |

| Cofidis, Solutions Crédits COF | Cofidis, Solutions Crédits COF | Cofidis, Solutions Crédits COF |
| ------------------------------ | ------------------------------ | ------------------------------ |
| Num                            | Ciclista                       | Pos                            |
| 191                            | Filippo Fortin (ITA)           | DNF                            |
| 192                            | Christophe Laporte (FRA)       | DNF                            |
| 193                            | Cyril Lemoine (FRA)            | 92.                            |
| 194                            | Damien Touzé (FRA)             | 106.                           |
| 195                            | Bert Van Lerberghe (BEL)       | 111.                           |
| 196                            | Kenneth Vanbilsen (BEL)        | DNF                            |
| 197                            | Zico Waeytens (BEL)            | DNF                            |

| Corendon-Circus COC | Corendon-Circus COC                  | Corendon-Circus COC |
| ------------------- | ------------------------------------ | ------------------- |
| Num                 | Ciclista                             | Pos                 |
| 201                 | Mathieu van der Poel (NED) (estrada) | 4.                  |
| 202                 | Stijn Devolder (BEL)                 | 51.                 |
| 203                 | Lasse Norman Hansen (DEN)            | DNF                 |
| 204                 | Roy Jans (BEL)                       | DNF                 |
| 205                 | Gianni Vermeersch (BEL)              | 69.                 |
| 206                 | Dries De Bondt (BEL)                 | DNF                 |
| 207                 | Otto Vergaerde (BEL)                 | 91.                 |

| Roompot-Charles ROC | Roompot-Charles ROC       | Roompot-Charles ROC |
| ------------------- | ------------------------- | ------------------- |
| Num                 | Ciclista                  | Pos                 |
| 211                 | Lars Boom (NED)           | DNF                 |
| 212                 | Jesper Asselman (NED)     | DNF                 |
| 213                 | Stijn Steels (BEL)        | 110.                |
| 214                 | Sjoerd van Ginneken (NED) | DNF                 |
| 215                 | Boy van Poppel (NED)      | 56.                 |
| 216                 | Senne Leysen (BEL)        | 93.                 |
| 217                 | Pieter Weening (NED)      | 46.                 |

| Sport Vlaanderen-Baloise SVB | Sport Vlaanderen-Baloise SVB | Sport Vlaanderen-Baloise SVB |
| ---------------------------- | ---------------------------- | ---------------------------- |
| Num                          | Ciclista                     | Pos                          |
| 221                          | Piet Allegaert (BEL)         | 60.                          |
| 222                          | Thomas Sprengers (BEL)       | 67.                          |
| 223                          | Benjamin Declercq (BEL)      | 109.                         |
| 224                          | Dries Van Gestel (BEL)       | 13.                          |
| 225                          | Edward Planckaert (BEL)      | 118.                         |
| 226                          | Kenneth Van Rooy (BEL)       | DNF                          |
| 227                          | Jordi Warlop (BEL)           | 116.                         |

| Vital Concept-B&B Hotels VCB | Vital Concept-B&B Hotels VCB | Vital Concept-B&B Hotels VCB |
| ---------------------------- | ---------------------------- | ---------------------------- |
| Num                          | Ciclista                     | Pos                          |
| 231                          | Kris Boeckmans (BEL)         | DNF                          |
| 232                          | Bert De Backer (BEL)         | 70.                          |
| 233                          | Adrien Garel (FRA)           | DNF                          |
| 234                          | Julien Morice (FRA)          | DNF                          |
| 235                          | Jérémy Lecroq (FRA)          | DNF                          |
| 236                          | Jimmy Turgis (FRA)           | 81.                          |
| 237                          | Jonas Van Genechten (BEL)    | 88.                          |

| Wanty-Gobert WGG | Wanty-Gobert WGG        | Wanty-Gobert WGG |
| ---------------- | ----------------------- | ---------------- |
| Num              | Ciclista                | Pos              |
| 241              | Frederik Backaert (BEL) | 65.              |
| 242              | Aimé De Gendt (BEL)     | 37.              |
| 243              | Tom Devriendt (BEL)     | DNF              |
| 244              | Andrea Pasqualon (ITA)  | 58.              |
| 245              | Xandro Meurisse (BEL)   | 77.              |
| 246              | Ludwig De Winter (BEL)  | DNF              |
| 247              | Loïc Vliegen (BEL)      | 39.              |

Convenções:
- AB-N: Abandono na etapa N
- FLT-N: Retiro por chegada fora do limite de tempo na etapa N
- NTS-N: Não tomou a saída para a etapa N
- DE-N: Desclassificado ou expulsado na etapa N

## UCI World Ranking
A Volta à Flandres outorgou pontos para o UCI World Tour de 2019 e o UCI World Ranking, este último para corredores das equipas nas categorias UCI WorldTeam, Profissional Continental e Equipas Continentais. As seguintes tabelas mostram o barómetro de pontuação e os 10 corredores que obtiveram mais pontos:
| Posição   | 1.º | 2.º | 3.º | 4.º | 5.º | 6.º | 7.º | 8.º | 9.º | 10.º | 11.º | 12.º | 13.º | 14.º | 15.º | 16.º-20.º | 21.º-30.º | 31.º-50.º | 51.º-55.º | 56.º-60.º |
| Pontuação | 500 | 400 | 325 | 275 | 225 | 175 | 150 | 125 | 100 | 85   | 70   | 60   | 50   | 40   | 35   | 30        | 20        | 10        | 5         | 3         |

| Classificação |                      |                       |        |
| Posição       | Ciclista             | Equipa                | Pontos |
| ------------- | -------------------- | --------------------- | ------ |
| 1.º           | Alberto Bettiol      | EF Education First    | 500    |
| 2.º           | Kasper Asgreen       | Deceuninck-Quick Step | 400    |
| 3.º           | Alexander Kristoff   | UAE Emirates          | 325    |
| 4.º           | Mathieu van der Poel | Corendon-Circus       | 275    |
| 5.º           | Nils Politt          | Katusha-Alpecin       | 225    |
| 6.º           | Michael Matthews     | Sunweb                | 175    |
| 7.º           | Oliver Naesen        | AG2R La Mondiale      | 150    |
| 8.º           | Alejandro Valverde   | Movistar              | 125    |
| 9.º           | Tiesj Benoot         | Lotto Soudal          | 100    |
| 10.º          | Greg Van Avermaet    | CCC                   | 85     |